# DSA-375
La DSA-375 es una carretera perteneciente a la Red Secundaria de la Diputación Provincial de Salamanca que une la  DSA-360  con la  DSA-370 .
También pasa por la localidad de El Payo.

## Origen y Destino
La carretera  DSA-375  tiene su origen en Fuenteguinaldo en la intersección con la carretera  DSA-360 , y termina en la intersección con la carretera  DSA-370  en El Payo, formando parte de la Red de carreteras de Salamanca.